# (6957) 1988 HA
1988 إتش أي (ويعرف أيضًا باسم (6957) 1988 إتش أي وفق تسمية الكوكب الصغير) (بالإنجليزية: 1988 HA)‏ هو كويكب ضمن حزام الكويكبات؛ وترتيبه 6957 من حيث الاكتشاف.
اكتُشف هذا الجُرم الفلكي بواسطة هيروشي كانيدا في 16 أبريل 1988.

## وصلات خارجية
- (6957) 1988 HA في قاعدة بيانات مختبر الدفع النفاث لأجرام النظام الشمسي الصغيرة

- الاكتشاف · مخطط المدار ·  العناصر المدارية · المعلمات المادية

- (6957) 1988 HA على موقع ويكي سكاي: DSS2, SDSS, GALEX, IRAS, Hydrogen α, X-Ray, Astrophoto, Sky Map, Articles and images